# Eutrichillus comus
Eutrichillus comus är en skalbaggsart som först beskrevs av Bates 1881.  Eutrichillus comus ingår i släktet Eutrichillus och familjen långhorningar.
Artens utbredningsområde är:
- El Salvador.
- Guatemala.
- Honduras.

Inga underarter finns listade i Catalogue of Life.